# Левенте Вайда
Левенте Вайда (рум. Levente Vajda нар. 13 лютого 1981 Одорхею-Секуєск) – румунський шахіст, гросмейстер від 2001 року.

## Шахова кар'єра
Наприкінці 1990-х років увійшов до чільної когорти румунських шахістів. Неодноразово брав участь у фіналах чемпіонаті країни, завоювавши п'ять медалей: чотири срібні (1998, 2002, 2004, 2012) і бронзову (2003). У 1998, 2002, 2006, 2008 та 2012 роках п'ять разів представляв національну збірну на шахових олімпіадах.
З юних років був постійним представником Румунії на чемпіонаті світу серед юніорів. У 1993 році виграв у Братиславі бронзову медаль у категорії до 12 років, через рік повторив цей успіх у Сегеді (в групі до 14 років), а ще одну бронзову медаль здобув 1998 року в Орпезі (в групі до 18 років). Крім того, 1994 року посів у Парижі 2-ге місце на чемпіонаті Європи зі швидких шахів серед юніорів .
Досягнув багатьох успіхів на міжнародній арені, зокрема, одинадцять разів переміг або поділив 1-ше місце на регулярних гросмейстерських турнірах First Saturday у Будапешті (у 2000-2007 роках). Крім того, у 1995 році поділив 2-ге місце в Егері, 1996 року досягнув такого самого результату в Балатонберені, а 1998-го переміг у Бухаресті (у 1999 і 2001 роках двічі в цьому місті поділив 2-ге місце). У 2002 поділив 1-ше місце (разом з Лайошом Шерешом на турнірі Europe Nagymesterverseny в Будапешті, у 2004 році переміг у Балатонлелле (разом із, зокрема, Дьюлою Саксом), Годі (разом з Аттілою Якабом) і Харкані (разом з Адамом Хорватом і Аттілою Цебе) і поділив 2-ге місце в Егері (разом з Константіном Іонеску, Дьюлою Саксом), а наступного року виграв на меморіалі Віктора Чокитлі в Бухаресті і був другий (позаду Влада-Крістіана Жіану) в Тімішоарі. У 2006 році посів 1-ше місце у Фурмі і Ефоріє і поділив 2-ге місце (позаду Енріке Мекінга, разом з Сергієм Федорчуком і Євгеном Постним) у Лоді, тоді як 2007 року виграв (разом з Денешом Борошом) у Балатонлелле.
Найвищий рейтинг Ело в кар'єрі мав станом на 1 лютого 2013 року, досягнувши 2632 очок займав тоді 3-тємісце серед румунських шахістів.

## Зміни рейтингу
| На цьому місці має відображатися графік чи діаграма, однак з технічних причин його відображення наразі вимкнено. Будь ласка, не видаляйте код, який викликає це повідомлення. Розробники вже працюють для того, щоби відновити штатне функціонування цього графіка або діаграми. | |
| | На цьому місці має відображатися графік чи діаграма, однак з технічних причин його відображення наразі вимкнено. Будь ласка, не видаляйте код, який викликає це повідомлення. Розробники вже працюють для того, щоби відновити штатне функціонування цього графіка або діаграми. |